# Eulophus coccorum
Eulophus coccorum är en stekelart som beskrevs av Julius Theodor Christian Ratzeburg 1848. Eulophus coccorum ingår i släktet Eulophus och familjen finglanssteklar.
Artens utbredningsområde är Tyskland. Inga underarter finns listade i Catalogue of Life.